# Sindicat Autònom Valldostà dels Treballadors
Sindicat Autònom Valldostà dels Treballadors (francès Syndicat Autonome Valdôtain des Travailleurs, SAVT) és un sindicat de la Vall d'Aosta, vinculat al nacionalisme valldostà, creat l'1 de maig de 1952. Tot i que procura mantenir-se al marge dels partits polítics, des de la seva fundació fins als anys 1970 nomenava tres representants al Comitè Central d'Unió Valldostana, influenciant-se mútuament.

## Secretaris nacionals
- 1952-1959 Silvano Bois
- 1959-1968 Giancarlo Ravet
- 1968-1986 Ovando Vallet (secretari organitzatiu), Attilio Désandré (secretari tècnic) i Albert Vuillermoz (secretari administratiu)
- 1968 Mario Andrione (comissari)
- 1968 Pierre Fosson i Albert Vuillermoz (secretari administratiu)
- 1968-1969 Pierre Fosson, Albert Vuillermoz i Francesco Stevenin
- 1969-1983 Francesco Stevenin
- 1983-1993 Ezio Donzel
- 1993-2000 Firmino Curtaz
- 2000- Guido Corniolo